# 张大中 (1920年)
张大中（1920年10月29日—2007年7月23日），原名张序，男，直隶（今河北）景县人，中华人民共和国政治人物，曾任中共北京市委常委、宣传部部长、秘书长，北京市人大常委会副主任，第二届全国政协委员，第五届全国人大代表，中国企业文化研究会常务副理事长。